# Mario Arisio
Mario Arisio (Torino, 5 luglio 1885 – Roma, 7 luglio 1950) è stato un generale italiano, che dopo aver prestato servizio durante la guerra italo-turca e la prima guerra mondiale come ufficiale, raggiunse i vertici del Regio Esercito durante la seconda guerra mondiale. Ricoprì l'incarico di comandante della 7ª Armata durante i tragici fatti che seguirono l'armistizio dell'8 settembre 1943.

## Biografia
Nacque a Torino il 5 luglio 1885, e dopo aver frequentato la Regia Accademia Militare di Modena fu nominato sottotenente dell'arma di fanteria nel 1906. Partecipò alla campagna di Libia negli anni 1911-1913 e alla prima guerra mondiale negli anni 1915-1918.
Nel 1926 fu promosso al grado di colonnello, assumendo in successione i comandi del 231º Reggimento fanteria "Avellino", della Scuola centrale di fanteria, e nel 1934, del 39º Reggimento fanteria "Bologna". L'11 marzo 1935 divenne generale di brigata, assumendo il comando della XIX Brigata di fanteria "Gavinana II", in quanto l'unità era stata inviata in Eritrea per partecipare alla guerra d'Etiopia. Dopo la fine del conflitto assunse il comando dell'unità una volta che quest'ultima era rientrata in Italia, mantenendolo anche quando la brigata fu trasformata nella 19ª Divisione fanteria "Gavinana". Il 1º gennaio 1937 fu promosso al grado di generale di divisione, e nel corso del 1938 assunse il comando della 28ª Divisione fanteria "Vespri", che nel corso del 1939 si trasformò nella 28ª Divisione fanteria "Aosta". In quell'anno lasciò tale incarico, assumendo il comando dapprima della 4ª Divisione fanteria "Livorno" e poi della 52ª Divisione fanteria "Torino".
All'atto dell'entrata in guerra del Regno d'Italia, avvenuta il 10 giugno 1940, era al comando del III Corpo d'armata schierato sul fronte alpino francese, settore Alta Roja–Gessi, operante in seno alla 1ª Armata del generale Pietro Pintor. Dopo la firma dell'armistizio con la Francia, il 28 ottobre successivo l'Italia attaccò la Grecia, partendo dall'Albania. Dopo i primi successi iniziali le truppe greche contrattaccarono mettendo in seria difficoltà le divisioni del generale Sebastiano Visconti Prasca. Nel mese di novembre il III Corpo d'armata fu trasferito sul fronte greco-albanese, operando in seno alla 9ª Armata del generale Mario Vercellino (poi sostituito dal generale Alessandro Pirzio Biroli), prendendo parte alle operazioni belliche fino al maggio 1941. Nel corso delle operazioni contro la Grecia egli arrivò a chiedere che tre battaglioni appartenenti alla Milizia Volontaria per la Sicurezza Nazionale fossero rimpatriati, in quanto non dimostravano alcuno spirito combattivo. Il 1º luglio 1941 fu elevato al rango di generale di corpo d'armata, assumendo il 20 agosto successivo il comando del XII Corpo d'armata con quartier generale a Palermo, sostituendo per mutuo cambio il generale Angelo Rossi.
Dopo l'inizio delle operazioni sul fronte orientale e la costituzione del Corpo di spedizione italiano in Russia (CSIR) il suo nome fu inserito in una rosa di quattro generali (gli altri erano Francesco Zingales, Giovanni Messe, Giovanni Magli), tra i quali fu infine scelto Zingales come comandante del CSIR. Il 10 ottobre 1942 fu insignito del titolo di Commendatore dell'Ordine militare di Savoia.
Quando il 9 luglio 1943 gli anglo-americani sbarcarono in Sicilia comandava il XII Corpo d'Armata dislocato nella Sicilia occidentale, che operava in seno alla 6ª Armata del generale Alfredo Guzzoni, ma fu coinvolto marginalmente nei combattimenti.
Il 12 luglio lasciò il comando del XII Corpo d'armata al generale Zingales e il 1º agosto successivo assunse il comando della 7ª Armata, sostituendo il generale Adalberto di Savoia-Genova duca di Bergamo. L'armata, che aveva quartier generale a Potenza, era composta dal XXXI Corpo d'armata di stanza in Calabria (gen Camillo Mercalli), dal XIX di stanza in Campania (gen. Riccardo Pentimalli) e dal IX (gen. Roberto Lerici) di stanza in Puglia. Il 20 agosto fu nominato generale designato d'armata e dai primi giorni di settembre entrò in azione contro le truppe inglesi, che avevano attraversato lo stretto di Messina sbarcando sulle coste calabresi. Un primo contrattacco studiato dal comandante del XXXI Corpo d'armata, (generale Camillo Mercalli) abortì sul nascere per la ritirata delle truppe tedesche appartenenti alla 29. Panzergrenadier-Division del generale Walter Fries che, ubbidendo agli ordini del Feldmaresciallo Albert Kesselring, si portò a Castrovillari allo scopo di coprire il golfo di Taranto da un possibile sbarco alleato. Egli protestò immediatamente presso lo Stato Maggiore Generale a Roma per il comportamento di Kesselring, ma ottenne solo una risposta interlocutoria, dando per scontato che le truppe germaniche agissero indipendentemente dai comandi italiani.
Dopo l'armistizio dell'8 settembre 1943 diede ordine alle sue truppe di non contrastare gli alleati e di ritirarsi senza combattere sulla linea del Pollino, al fine di evitare ulteriori perdite tra i suoi uomini. Sentendosi tradito e umiliato dall'armistizio, assicurò il comando tedesco che avrebbe continuato a cooperare, dando l'ordine di consegnare le armi pesanti per evitare in tal modo il completo disarmo delle sue truppe. Alle ore 00:00 del giorno 9, tuttavia, ricevette disposizioni particolareggiate da parte dello Stato maggiore del Regio Esercito, che confermavano di sospendere le ostilità contro gli anglo-americani; reagire, secondo quanto previsto dalla "Memoria OP 44", ad atti ostili tedeschi; riunire e tenere pronti all'impiego tutti i reparti che non erano già destinati a compiti specifici; raccogliere e concentrare tutti i materiali. Alle ore 1:00 dette dunque ordini in tal senso ai tre corpi d'armata dipendenti (ovvero contrastare, anche con l'uso delle armi, i tentativi di disarmo effettuati dalle truppe germaniche) ma lasciò Potenza, trasferendosi a Francavilla Fontana con buona parte del suo stato maggiore. Il giorno 13 le truppe tedesche si presentarono presso il quartier generale della 7ª Armata, ma vi trovarono solo il colonnello Giovanni Faccin che era il Sottocapo di stato maggiore dell'armata, che preferì suicidarsi piuttosto che arrendersi. Arisio continuò a mantenere il comando della 7ª Armata per qualche tempo, lasciandolo ufficialmente il 19 gennaio 1944.
Collocato nella riserva il 30 giugno 1947. Richiamato in servizio alla stessa data sino al 29 febbraio 1948. Si spense a Roma nel 1950.

### Annotazioni
1. ↑  Nato a Venezia nel 1892, figlio di un noto farmacista, veterano della prima guerra mondiale, comandante di reggimento durante la campagna di Jugoslavia, Cavaliere dell'Ordine della Corona d'Italia, decorato con medaglia d'argento e medaglia di bronzo al valor militare.

### Fonti
1. ↑  Jowett, Andrew 2000, p. 5.
2. ↑  Jowett, Andrew 2000, p. 6.
3. ↑  Jowett, Andrew 2000, p. 8.
4. ↑  Carr 2013, p. 96.
5. 1 2  Yeide 2014, p. 195.
6. 1 2  Petacco 2010, p. 17.
7. ↑  Mitcham 2010, p. 184.
8. ↑  Grilletta 2003, p. 333.
9. 1 2 3  Di Capua 2005, p. 151.
10. ↑  Di Capua 2005, p. 150.
11. ↑  Di Capua 2005, p. 152.
12. ↑  Mitcham 2010, p. 251.
13. ↑  AUSE, cartella 2004: "Relazione sull'attività della 7ª Armata dal 1º settembre al 31 ottobre 1943", allegato 15: telespresso in chiaro del Comando della 7ª Armata n. 2/8400 delle ore 10.00 del 9 settembre 1943).
14. ↑  Santoni 1989, pp. 435-436.
15. ↑  Ordine militare d'Italia sul sito della Presidenza della Repubblica
16. ↑  Registrato alla Corte dei Conti il 5 settembre 1942-XX, guerra registro 36folgio 24.
17. ↑  Gazzetta Ufficiale del Regno d'Italia n.206 del 6 settembre 1932.
18. ↑  Gazzetta Ufficiale del Regno d'Italia n.178 del 30 luglio 1941.